# Радовница
Радовница (на сръбски: Радовница или Radovnica) е село в община Търговище, Пчински окръг, Сърбия.

## История
В края на XIX век Радовница е село в Прешевска кааза на Османската империя. Според статистиката на Васил Кънчов („Македония. Етнография и статистика“) от 1900 година Радовница е населявано от 470 жители българи християни. Според патриаршеския митрополит Фирмилиан в 1902 година в Радовница има 180 сръбски патриаршистки къщи. По данни на секретаря на Българската екзархия Димитър Мишев („La Macédoine et sa Population Chrétienne“) в 1905 година в Радовица (Radovitza) има 880 българи патриаршисти гъркомани. В 1909 - 1910 година е изградена църквата „Свети Илия“.
По време на българското управление във Вардарска Македония в годините на Втората световна война, Илия Г. Трифонов е български кмет на Радовница от 27 септември 1941 година до 22 юни 1942 година. След това кметове са Драган В. Спасов Чучуков от Дебър (24 август 1942 - 31 май 1943), Тодор Г. Антов от Куманово (2 юни 1943 - 11 септември 1943) и Георги П. Стоянов от Раненци (5 февруари 1944 - 14 август 1944).
В 2002 година в селото има 988 жители сърби, 7 българи и 3 непосочили.

## Население
- 1948- 1352
- 1953- 1397
- 1961- 1343
- 1971- 1284
- 1981- 1062
- 1991- 1041
- 2002- 998

## Личности
Родени в Радовница
-  Сим Симонов Атанасов, редник в 5-и пехотен полк, 3-та рота загинал 1918 година в Русе.